# 全能
全能，指具備各方面的優點或才能。《列子·天瑞》：「天地無全功，聖人無全能，萬物無全用。」唐代李翱《題峽山寺》詩：「峽山亦少平地，泉出山無所潭，乃知物之全能難也。」亦指運動員具備多項技能。如：「為了成為全能運動員，他苦練多項田徑運動。」

## 全能概念

### 基督教神學的觀點

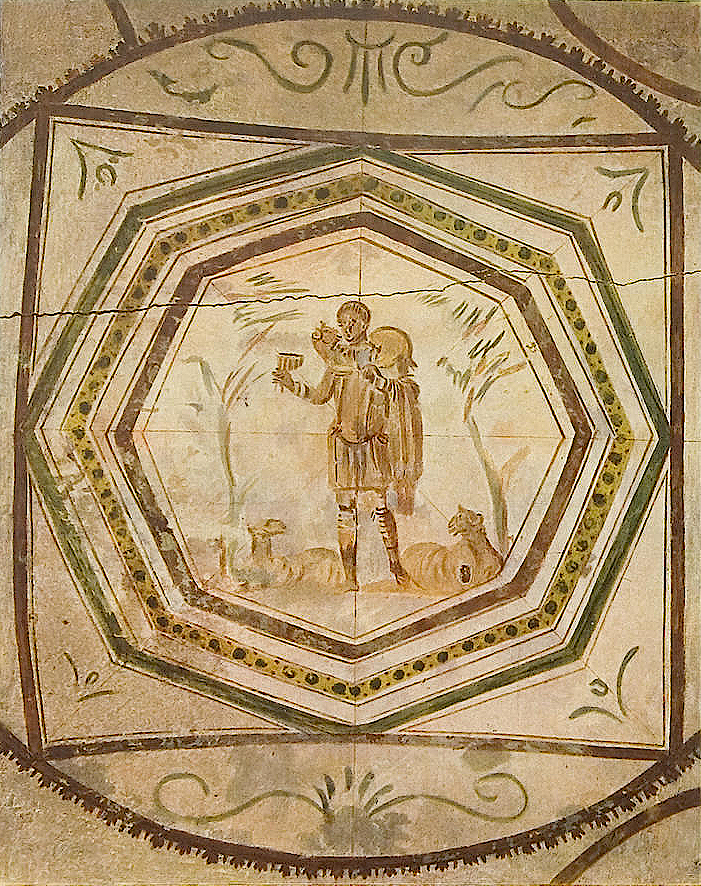
基督是好牧人

- 全能者，全能的個體，包括放棄祂的全能權柄，例如創造自由意志，但是自由意志卻不能夠離開全能者的預見，自由意志者因為全能的自由意志而能能選擇忽視全能者的存在，而不知道仍然受到全能者的預見。

- 全能者放棄祂的全能後仍然能夠收回已放棄的全能，因為沒有另個祂者可以拾起。

```
   《
約翰福音
》 10章11-18節
        11「我是好牧人，好牧人為羊捨命。 12雇工不是牧人，羊不是他自己的，他一看見狼來，就撇下羊群逃跑；狼抓住羊，把牠們趕散。 13雇工逃走，因為他是雇工，對羊毫不關心。 14我是好牧 人；我認識我的羊，我的羊也認識我， 15正如父認識我，我也認識父一樣；並且我為羊捨命。 16我另外有羊，不屬這圈裏的，我必須領牠們來，牠們也要聽我的聲音，並且要合成一群，歸一個牧人。 17為此，我父愛我，因為我把命捨去，好再取回來。 18沒有人奪去我的命，是我自己捨的；我有權捨棄，也有權再取回。這是我從我父所受的命令。」
```

- 全能者能行完全的創造，創造萬物（正面事物，例如：光、美、善），包含創造的同時即產生暗創造（負面事物，例如：「暗物質」、「原罪」、以自身經驗提出全能反論及詭辯）為被預知的創造整體。這個現象有如視覺藝術繪畫中呈現圖與背景（底）之間的情形，在國畫畫論中，如馬遠、夏圭除了注重下筆墨之處也預見留白的整體效果。

```
   《
創世記
》1章3節：
       「神說要有光，就有了光。」1:4：「神看光是好的，就把光暗分開了。」
   《
以賽亞書
》 45章7節
       7我造光，又造暗；
       施平安，又降災禍；
       做成這一切的是我－耶和華。
```

## 延伸閱讀
- 創造論
- 全能悖論